# Andrea Wolfensberger
Andrea Wolfensberger (* 9. Mai 1961 in Zürich) ist eine Schweizer Bildhauerin und Installationskünstlerin.

## Biografie
Andrea Wolfensberger studierte an der École Supérieure d’Art Visuel in Genf. Sie erhielt verschiedene Stipendien und Auszeichnungen sowie Artist in Residencies in Paris und Rom. Sie unterrichtet an der Hochschule der Künste Bern. Seit 1986 hatte sie zahlreiche Ausstellungen in der Schweiz, in Deutschland und Frankreich und realisierte Arbeiten im öffentlichen Raum und als Kunst am Bau. Im künstlerischen Diskurs zum Thema Natur bezieht sie mit Malerei, Skulptur, Film, Video und Installationen eine sehr eigene, stringente Position, die naturwissenschaftliche Abstraktion und erzählerische Poesie vereint. Sie lebt und arbeitet in Waldenburg BL und Zürich.

## Ausstellungen (Auswahl)
Einzeln
- 2024: Dazwischensein, Deutsche Gesellschaft für christliche Kunst (DG), München (D)
- 2011: Kunstmuseum Solothurn (CH)
- 2003: Kloster Schönthal, Langenbruck (CH)
- 1999 Video-Installation „Blauer Mohn“, Zürcher Kantonalbank, Steinfels (CH)
- 1993: Kunsthaus Glarus (CH)
- 1992: Museum zu Allerheiligen, Schaffhausen (CH)

Gruppen
- 2018: Kaleidoskop Worpswede – Kunstwerk Landschaft Lebensort, Worpsweder Museen (D)
- 2017: Domaine de Chaumont-sur-Loire, Centre d’Arts et de Nature, Chaumont (F)
- 2014: Métamorphisme, Kunstmuseum Sion (CH)
- 2013: six memos for the next..., MAGAZIN4-Bregenzer Kunstverein, Bregenz (A)
- 2012: REMUE-MENAGE, Charlatan, Museum für Moderne Kunst Salvador de Bahia (BR)
- 2008: 4. ZEBRA Poetry Film Festival, literaturWERKstatt Berlin (D)
- 2007: StipendiatInnen der Stiftung Vordemberge-Gildewart, Museum Wiesbaden (D)
- 2000: bleibe, Akademie der Künste, Berlin (D)
- 1999: Deichtorhallen Hamburg (D)
- 1998: Reservate der Sehnsucht, Dortmunder U, ehem. Unionsbrauerei Dortmund (D)
- 1993; 1996: Kunsthaus Glarus
- 1991 Kunst Europa, Dortmunder Kunstverein (D)
- 1990 Transformations, Fundação Calouste Gulbenkian, Lisboa (PT), Transformations, Mamco, Genève (CH)
- 1989 Eisen 89. Perspektiven Schweizer Eisenplastik, Dietikon (CH),  Art en plein air, Môtiers (CH)
- 1987 Traces du sacré dans la sculpture suisse contemporaines, Bex & Arts, Bex (CH)
- 1986 Repères / Merkzeichen, Kantonales Kunstmuseum, Sion (CH)

## Publikationen
- ..then listen again... Andrea Wolfensberger. Kunstmuseum Solothurn. Text: Christoph Vögele. Edizioni Periferia, Luzern/Poschiavo 2011.
- Andrea Wolfensberger. Zeit-Lupen. Hrsg.: Karen van den Berg und Irene Müller. Periferia, Luzern 2007.
- Elisabeth Arpagaus. Andrea Wolfensberger. Kunsthaus Glarus. Texte: Annette Schindler und Marietta Johanna Schürholz. Glarus 1993.